# コノミヤ
株式会社コノミヤ（英: KONOMIYA CO.,LTD）は、大阪市鶴見区に本社を置き、スーパーマーケット「コノミヤ」を運営する企業。CGCグループに加盟。

## 沿革
創業は1957年。創業者の故・芋縄純市（元会長）が日本で初めてのセルフサービス形式の衣料店「このみや」を開業したが、火災事故により1961年に廃業した。その後芋縄は日本スーパーチェーン本部のバイヤーを経て、1962年に「スーパーグループ」を立ち上げて城東区鴫野に1号店を出店（会社は1971年設立）。その後1976年に現放出本部店を運営する子会社「ショッパーズこのみや」を設立。1977年に両社は合併し、「ショッピングセンターこのみや」となった。1987年に現社名となる、片仮名表記の「コノミヤ」に社名変更。
以降は、主に放出（正式には鶴見区今津南）を本部店とし片町線（学研都市線）や京阪本線沿線などを中心に出店してきたが、2005年3月、主に大阪府南部にスーパーマーケット「トリオト」を出店していたトリオト商事（大阪府堺市）より営業権を譲受し、大阪府南部での店舗が一気に増加した。現在は、大阪府下全域を対象に店舗網を広げている。
2011年8月には、愛知県が地盤の食品スーパー「ハローフーヅ」を吸収合併、店舗網が中部地区にも広がった。また2015年8月25日に岐阜県が地盤の食品スーパートミダヤが、地域経済活性化支援機構より、コノミヤが設立する子会社に事業譲渡することが発表された。トミダヤ全店舗の営業と従業員の雇用は継続される。。
このため東海事業本部の管轄にある愛知県・岐阜県の店舗については、コノミヤの名称のほか、ハローフーヅから承継した「ハローフーヅ」「べり～ぐっど」、トミダヤから承継した「トミダヤ」の店舗ブランドも用いている。このほかハローフーヅからは「コンツネ」「ビッグハウス」「ハロードゥ」の店舗も承継したものの、「コンツネ」は二ツ杁店（閉店）と日比津店（コノミヤへブランド名変更）の運営終了、「ビッグハウス」は東浦店（コノミヤへブランド名変更）の運営終了、「ハロードゥ」は東山店（コノミヤへブランド名変更）の運営終了により消滅した。
その後は、2016年8月4日、東海事業本部となってからの初出店となる砂田橋店、そして2017年7月20日に中切店が開店した。同年7月31日、岐阜県瑞浪市でスーパーマーケット「ワンダー」（1店舗）を運営するエスアンドエスの発行済み株式の100％を取得する株式譲渡契約を締結したと発表した。
2020年5月には「スーパーおくやま」を子会社化した。
同年7月、シジシージャパン（CGC）に加盟。これまでオール日本スーパーマーケット協会（AJS）が行ってきた商品の供給をCGCに切り替えた。これに伴い、プライベートブランドもAJSが展開する「くらし良好」は在庫限りで販売を終了し、順次「CGC」ブランドに置き換える。またこのタイミングで、トミダヤと経営統合し、岐阜県内15か所の店舗を、トミダヤの屋号を残しつつコノミヤに統合した。
2022年8月、岸和田市を中心にスーパーマーケット事業を運営するサンエーがコノミヤグループ入り。
2022年10月、トーホーから兵庫県内でスーパーマーケット事業（34店舗）を運営している子会社・トーホーストアを譲受し、年度内に同社を子会社化する事を発表したが、翌年5月上旬に断念した。

## 事業所一覧
- 株式会社コノミヤ
  - 本部・大阪本社　大阪府大阪市鶴見区今津南1-5-32
  - 東海事業本部　愛知県名古屋市緑区滝ノ水3-301
- 株式会社スーパーおくやま　奈良県磯城郡田原本町新町5-1

過去
- 株式会社トミダヤ　岐阜県瑞穂市田之上168（2020年6月21日付にて、コノミヤに吸収合併・消滅会社となる）

## 現在の出店店舗一覧
2022年10月現在、大阪府を中心にグループ各社合計103店舗出店している。

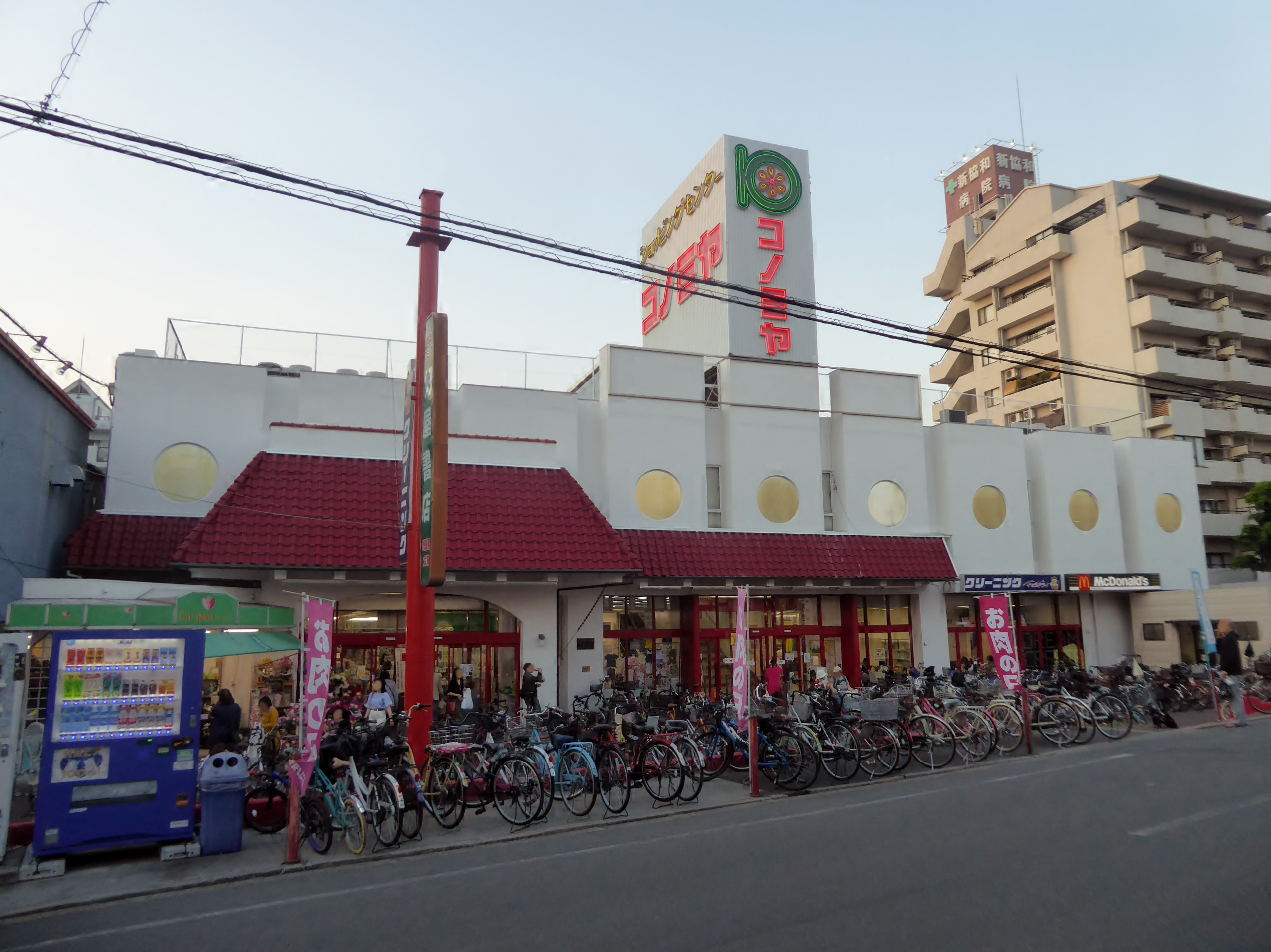
コノミヤ本部（放出）店

※◇マークは旧トリオトから事業譲渡による出店（開店日は旧トリオトではなく、コノミヤとしての開店日を記載）

### コノミヤ74店舗

#### 大阪府45店舗

##### 大阪市内
- 放出店（鶴見区　大阪本社店） - 1976年4月開店
- 鴫野店（城東区） - 1972年10月開店
- 粉浜（こはま）店（住吉区） - 2002年11月8日開店
- 赤川店（旭区） - 2003年6月12日開店
- 緑橋店（東成区） - 2006年12月1日開店
- 鴫野西店（城東区） - 2013年7月25日開店
- 平野西店（平野区） - 2014年10月29日開店
- 南田辺店（東住吉区） - 2015年6月18日開店
- 南住吉店（住吉区） - 2021年9月10日開店
- 鶴橋駅前店（東成区） - 2023年11月26日開店[13]

##### 大阪府内
- 牧野店（枚方市） - 1983年1月開店

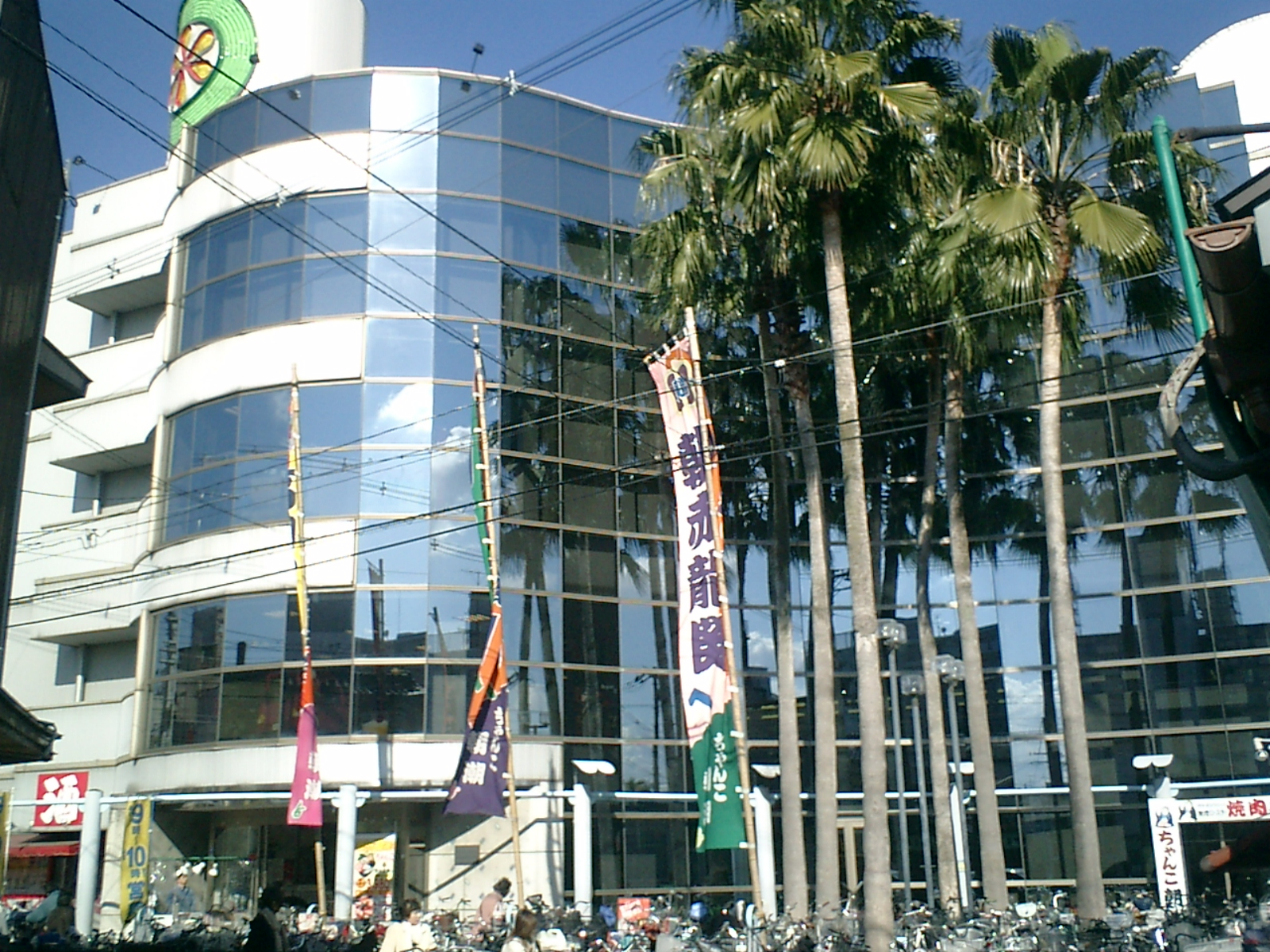
コノミヤ徳庵店

- 徳庵店（東大阪市） - 1991年8月開店
- 守口店（守口市） - 1994年7月開店
- 弥刀（みと）店（東大阪市） - 1997年4月開店
- 若江岩田店（東大阪市） - 2000年4月開店
- 狭山店（大阪狭山市） - 2002年12月16日開店
- アプラ高石店（高石市） - 2004年12月7日開店
- ◇南花台（なんかだい）店（河内長野市） - 2005年3月28日開店
- ◇泉ヶ丘店（堺市南区） - 2005年3月28日開店
- ◇浜寺石津店（堺市西区） - 2005年3月28日開店
- ◇中もず店（堺市中区） - 2005年3月28日開店
- ◇堺東店（堺市堺区） - 2005年3月28日開店
- ◇羽曳が丘店（羽曳野市） - 2005年3月28日開店
- 高槻店（高槻市） - 2005年12月2日開店
- 深井店（堺市中区） - 2006年10月13日開店
- 竹城台店（堺市南区） - 2007年5月30日開店
- 箕面店（箕面市） - 2007年7月5日開店
- 美原店（堺市美原区） - 2007年9月20日開店
- 枚方店（枚方市） - 2008年5月15日開店
- 摂津店（摂津市） - 2008年10月15日開店
- 高槻西冠店（高槻市） - 2008年11月19日開店
- 住道店（大東市） - 2009年4月10日開店
- くずは店（枚方市） - 2010年6月10日開店
- 和泉府中店（和泉市） - 2011年3月17日開店
- 摂津市駅前店（摂津市） - 2011年10月5日開店
- 門真千石東店（門真市） - 2013年12月15日開店
- 北青葉台店（河内長野市） - 2014年4月17日開店
- 大蓮東店（東大阪市） - 2014年11月7日開店

- 近鉄八尾駅前店（八尾市）- 2015年2月26日開店
- 寝屋川店（寝屋川市） - 2015年10月15日開店
- 茨木店（茨木市） - 2016年7月6日開店
- 富田林店（富田林市） - 2016年12月13日開店
- 泉大津店（泉大津市） - 2018年12月13日開店
- 河内長野店（河内長野市） - 2019年7月11日開店
- 新高石店（高石市） - 2022年10月4日開店
- 寝屋川黒原店（寝屋川市） - 2025年7月18日開店

#### 兵庫県1店舗
- 尼崎店（尼崎市) - 2019年9月26日開店

#### 愛知県21店舗

##### 名古屋市内
- 滝ノ水店（緑区 東海事業本部店）　9:00 - 21:00
- 鳴子店 （緑区）　9:00 - 22:00
- 神の倉店（緑区）　9:00 - 22:00
- 島田店（天白区）　9:00 - 22:00
- べり～ぐっど店（天白区）　7:00 - 23:00
- 中根店（瑞穂区）　9:00 - 22:00
- 東山店（千種区）　9:00 - 23:00
- 平田店（西区）　9:00 - 22:00
- 日比津店（中村区）　10:00~20:00
- 砂田橋店（東区）- 9:00 - 22:00
- 笠寺店（南区）- 9:00 - 22:00

##### 尾張地区
- 東浦店（知多郡東浦町）　9:00 - 22:00
- 武豊店（知多郡武豊町）　9:00 - 22:00
- 甚目寺店（あま市）　9:00 - 22:00 - コンツネより転換
- 中切店（春日井市）-2017年7月20日開店 ※ピアゴ中切店の跡地に出店　9:00 - 21:00

##### 三河地区
- 三好店（みよし市）　9:00 - 22:00
- 青木店（豊田市）　9:00 - 20:45

#### 岐阜県5店舗
- 可児店（可児市）　9:00 - 21:00
- 鵜沼店（各務原市）　9:00 - 22:00
- 美濃加茂店（美濃加茂市）　9:00 - 22:00
- 巣南店（瑞穂市）9:00 - 20:00 (旧:トミダヤ巣南店 -2022年4月21日に改装リニューアルオープン)
- ワンダー店 (瑞浪市) 10:00 - 20:00 (日曜日9:30 - 20:00) (開店前に同所で営業を行っていたショッピングセンター メイトの中核店舗であるフレッシュマーケット ワンダーの名を冠する形で営業開始)

### ハローフーヅ4店舗
すべて愛知県に所在

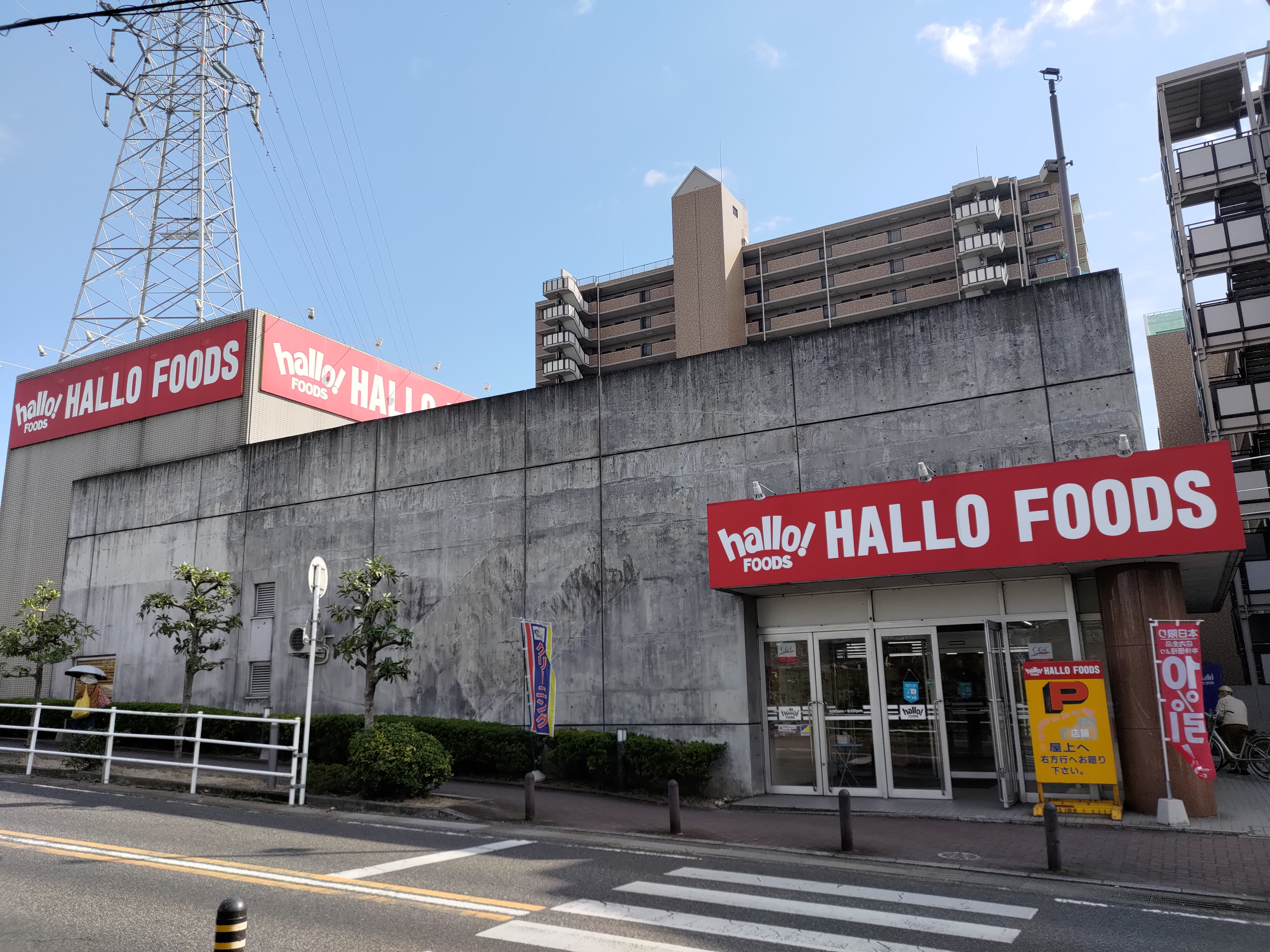
ハローフーヅ天白店

- 天白店（名古屋市天白区）　9:00 - 21:00
- 菅田店（天白区）　9:00 - 22:00
- 沓掛店（豊明市）　9:00 - 22:00
- 豊明店（豊明市）　9:00 - 21:00

### トミダヤ13店舗

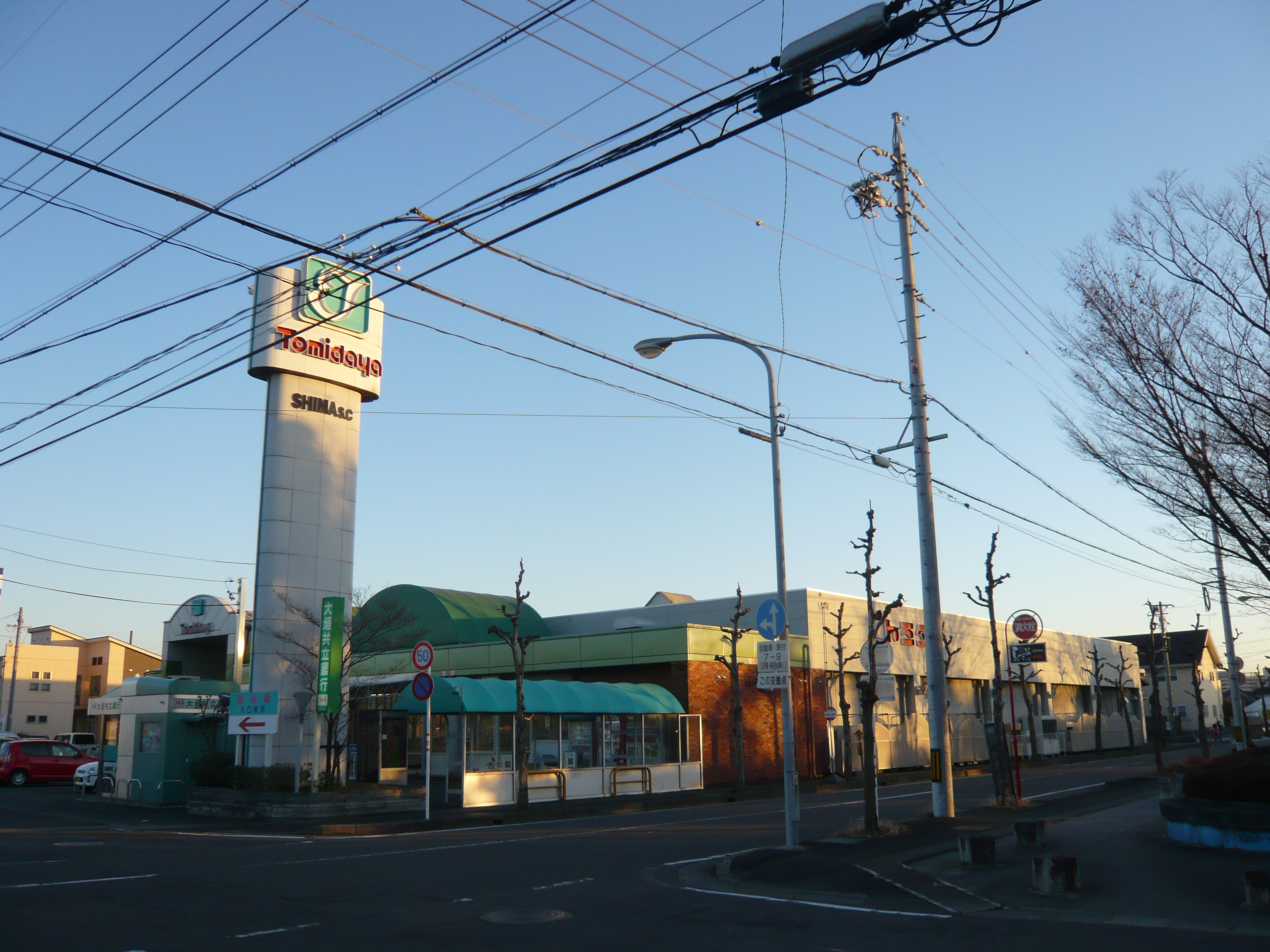
トミダヤ島店

すべて岐阜県に所在
- 神戸店（神戸町）
- 大野店（大野町）
- 宿地店（大垣市）
- 垂井店（垂井町）
- 岐大店（瑞穂市）
- 池田店（池田町）
- 本巣店（本巣市）
- 島店（岐阜市）
- 結店（安八町）
- 養老店（養老町）
- 笠松店（笠松町）
- 羽島店（羽島市）
- 三田洞店（岐阜市）

### スーパーおくやま6店舗
すべて奈良県に所在
- 新町店（磯城郡田原本町）
- 三笠店（同上）
- 上牧店（北葛城郡上牧町）
- 橿原店（橿原市）
- 結崎店（磯城郡川西町）
- 高田店（大和高田市）

### 閉店した店舗
- ◇加美店（平野区） - 2005年11月閉店
- ◇浅香山店（堺市堺区） - 2006年7月閉店
- ハローフーヅ鳴海向田店 （緑区）- 2012年7月20日閉店
- トミダヤ改田店 (岐阜市) - 2013年6月30日閉店 (現在は長良化学工業株式会社 岐阜工場)
- ハローフーヅ太田店 （美濃加茂市）-2016年2月29日閉店
- コンツネ二ツ杁店（清須市） - 2016年5月31日閉店（現在は建物解体後、ローソン清須二ツ杁駅前店）
- トミダヤ真正店（本巣市）- 2016年10月25日閉店（LCワールド本巣の核店舗として出店していた。末期はたまねぎの無人販売のみであった。閉店後、跡地は（2代目）LCワールド本巣となった。）
- トミダヤ大垣店（大垣市）- 2018年1月15日閉店(※旧トミダヤ本店および本社)（2020年5月現在は更地）
- トミダヤ那加店（各務原市）- 2018年1月15日閉店 (現在は建物自体は残っており空きテナント)
- トミダヤ荒尾店（大垣市）- 2018年2月19日閉店
- トミダヤ鏡島店（岐阜市）- 2018年3月12日閉店（2020年5月現在は建物解体後、岐阜ダイハツ販売(株) U-Car鏡島店）
- トミダヤ北方店（北方町）- 2018年4月16日閉店（2024年8月現在は建物解体後、住宅地で一部は更地）
- トミダヤ揖斐川店（揖斐川町）- 2019年1月14日閉店（現在は建物解体後、ファミリーマート揖斐川町三輪東店・コインランドリー揖斐ファミマ三輪東店）
- トミダヤ岐南店（岐南町）- 2022年9月25日閉店 (2023年8月現在はザ・ビッグ岐南店)
- 刈谷店（刈谷市）- 2023年2月20日閉店
- 八幡店（八幡市）- 2023年7月5日閉店[14]（ニチイ八幡店→八幡サティの跡地に開業したショッピングセンター「ファミレやわた」の核店舗として2008年8月8日に開店した[15]。閉店後、跡地はKOHYO八幡店が開業した[16]。）

## 特徴
- 毎週月曜日は全品10%還元セール。（一部除く）
- 毎週火曜日は100円均一セール。（商品限定）
- 毎週水曜日は10%クーポン券使用日(東海事業本部のみ)
- 創業以来、店舗の土地・建物共に自社所有とすることを基本に出店を進めてきた。出店ペースの拡大や他社からの営業譲渡店舗などで一部に例外はあるものの、現在でも大半の店舗は自社物件となっている。
- 2003年から赤川、粉浜、徳庵、若江岩田、弥刀、守口の各店が、2004年7月からは放出本部店がそれぞれ22:00まで延長営業されるようになった。
- また、デジタルカメラを活用した独自のPOP（商品説明札）を特許申請したり、日本気象協会からの提案を受けて、アメダスを応用利用した来客予測システム「キャクダス」を開発し、それを基にして商品の流通をスムーズに進める無人発注オンラインシステムを構築している。
- NNS（日テレの全国ネットワーク）主催・24時間テレビ 「愛は地球を救う」に協賛し毎年8月にチャリティー募金を募集している。地域密着型の店舗運営を行うに当たり、様々なコミュニティー貢献事業への参加をすることで社会に奉仕することを目指すという理念の一環。

## 直営系列店舗
- ちゃんこ・焼肉「好屋」（このみや）を鴫野、徳庵の2店に出店。
- 酒販売コーナーを放出本部、鴫野、粉浜、徳庵、若江岩田、弥刀、守口、狭山、高石、牧野、南花台の各店に出店。

## 外部店舗
- マクドナルドハンバーガーを放出店・鴫野店の2店舗にミニマックとして出店（徳庵店・弥刀店にもあったが、2015年に閉店）※朝マック・一部メニュー取り扱い無し。
- 100円ショップのダイソーを放出店に出店。（同店は出店した当初大阪府下最大のスケールだったという）
- ワッツが経営する100円ショップ「meets（ミーツ）」を徳庵店[注釈 1]・泉ヶ丘店・東浦店に、「シルク」を弥刀店・若江岩田店・南花台店・深井店・鴫野西店に出店。

※100円ショップに関しては、鴫野店にコノミヤ直営店として設置されている。

## スポーツ事業
- 日本女子サッカーリーグ「プレナスなでしこリーグ」スペランツァFC大阪高槻（大阪府高槻市　元松下電器女子サッカー部「パナソニックバンビーナ」）を協賛しており、コノミヤからの出向（社員選手）で数選手が参戦している。2012年より同チームのユニホームスポンサー（胸）。財政難により2016年から、コノミヤが支援スポンサーとして選手を受け入れ、「コノミヤ・スペランツァ大阪高槻」に改め、2019年1月には「スペランツァ大阪高槻」に変更した。